# Satoko Kizaki
Pour les articles homonymes, voir Kizaki.
Satoko Kizaki (木崎 さと子, Kizaki Satoko; née le 6 novembre 1939 à Hsin-Cheng (aujourd'hui Changchun en Mandchourie) est une écrivaine japonaise.

## Biographie
Arrivée au Japon à l'âge de 7 ans, Kizaki achève ses études à l'Université chrétienne pour femmes de Tokyo après avoir fréquenté l'école secondaire de la préfecture de Toyama. À l'âge de 21 ans elle travaille dans une entreprise commerciale et à partir de 1962 vit dix-sept ans à l'étranger, dont en France de 1962 à 1967 et aux États-Unis de 1976 à 1979 puis de nouveau en France.
À son retour au Japon, elle commence sa carrière dans le monde des lettres. Pour son premier ouvrage, le recueil de nouvelles Rasoku elle reçoit en 1980 le prix Bungakukai pour auteurs débutants et une nomination au prix Akutagawa. Elle est couronnée de ce dernier prix en 1984 pour le recueil Ao giri. Elle écrit par la suite des romans et des essais.

## Œuvres
- 1982 Rasoku, (裸足), nouvelles
- 1985 Ao giri, (青桐), nouvelles
- 1985 Mō hitotsu no kōfuku, (もうひとつの幸福), nouvelles
- 1987 Shizumeru tera, (沈める寺), roman
- 1988 Ai no seiboshi, (愛の聖母子), roman
- 1988 Nami, half way, (波 ハーフ・ウェイ, Nami hāfu ue), roman
- 1988 Utsukushii deai, (美しい出会い), essais
- 1989 Sanzoku no haka, (山賊の墓), roman
- 1990 Kōfuku no tani, (幸福の谷), récits
- 1991 Ato naki niwa ni, (跡なき庭に), roman

## Source de la traduction
- (de) Cet article est partiellement ou en totalité issu de l’article de Wikipédia en allemand intitulé « Satoko Kizaki » (voir la liste des auteurs).